# Деведжели
Деведжели е бивше село в Гърция, дем Пеония, област Централна Македония.

## География
Селото е било разположено северно от град Ругуновец (Поликастро), близо до границата със Северна Македония, в планината Дъб.

## История
В началото на XX век Деведжели е турско село в Гевгелийска каза на Османската империя. Според статистиката на Васил Кънчов („Македония. Етнография и статистика“) в 1900 година Деведжелий има 300 жители турци.
След Междусъюзническата война в 1913 година селото остава в Гърция. Боривое Милоевич пише в 1921 година („Южна Македония“), че Деведжели (Девеџели) има 50 къщи турци.